# Villa (île)
Pour les articles homonymes, voir Villa (homonymie).
Villa est une île inhabitée de la commune de Flatanger , en mer de Norvège dans le comté de Trøndelag en Norvège.

## Description
L'île de 1,2 km2 se trouve dans le fjord de Folda à environ 1,65 kilomètre au nord-ouest du village de Lauvsnes sur le continent et à environ 5 kilomètres à l'ouest de l'île de Bjørøya.
Le phare de Villa est situé sur la partie ouest de l'île. L'île avait quelques résidents permanents jusqu'aux années 1960, mais maintenant elle est inhabitée.
De grandes parties de l'île sont constituées de montagnes rocheuses et de rochers, mais elle possède également des tourbières et des zones de bruyère et offre une flore riche, avec quelques plantes rares comme le nénuphar jaune.

## Galerie

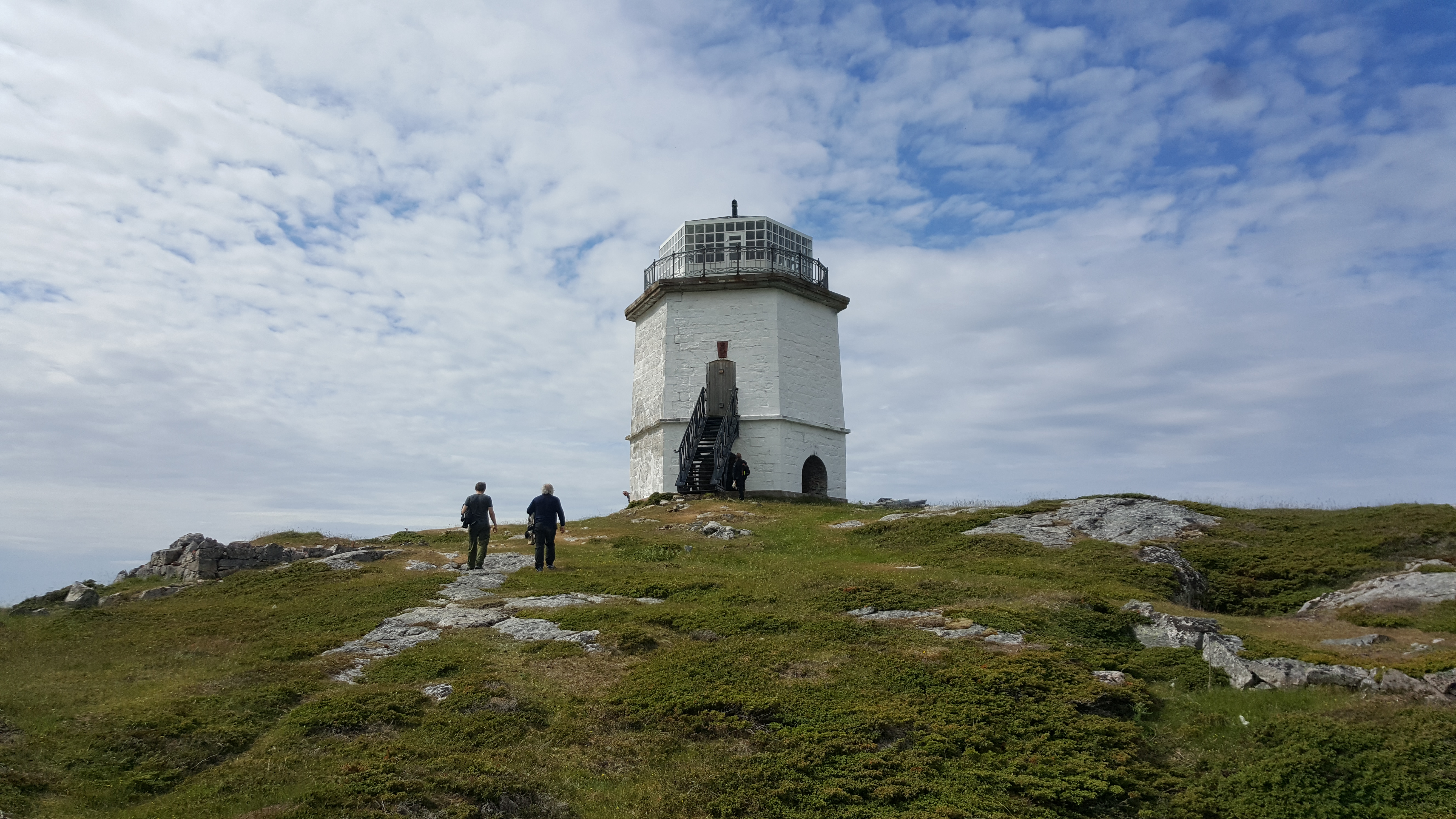
Phare de Villa
Phare de Villa